# Rutger Ier de Clèves
Rutger Ier (°970/985 †1050) est considéré comme le premier comte de Clèves, dont le territoire a été formé en scindant celui de Hamaland autour de 1020/25.

## Origine
Les premiers documents citant Rütger et son frère Gérard remontent à l'an 1000, lorsqu'ils apparaissent dans le Bas-Rhin. Ils sont probablement originaires de St Anton (Antoing), dans le comté flamand occidental de Hainaut, comme l'indique l'adjectif Flamenses (Flamands) accolé à leur nom, et issus d'une famille de "propriétaires libres". 

## Biographie
Rütger Ier a pour frère cadet Gérard, qui sera l'arrière-grand-père de Gérard Ier, premier comte de Gueldres. La durée de son règne est incertaine et tourne autour de 1020-1050.  
Outre Clèves, ses terres comprenaient également Kalkar (probablement le monastère), Zyfflich, Bedburg et Xanten. Il contrôlait le commerce sur la Betuwe et l'octroi de Huissen.  
Comme Baudouin IV avait annexé les territoires qu'ils détenaient dans la marche d'Ename, Rütger et son frère se tournèrent vers l'empereur Henri II en 1021 pour obtenir une compensation, à la suite de la perte de la Flandre par le Saint Empire romain germanique. Gérard reçut ainsi la région de Wassenberg, où il fonda la dynastie des Gueldres, et Rütger celle de Clèves, dont descend la dynastie du même nom, éteinte en 1368. Les deux frères prirent immédiatement possession des deux forts correspondants, sur les trois que comptait la région. Ces terres avaient été confisquées par l'empereur après le meurtre en 1017 de Théodoric de Clèves, comte de Renkum, fils d'Adela de Hamaland, qui, avec son second mari, le comte Baldéric de Drenthe et Salland, ont longtemps mis à feu et à sang les régions qu'ils convoitaient par pure cupidité. 
A Clèves, Rütger résidait au château de Schweinberg.  
Marié à Wazela de Lotharingie, il en eut : 
- Rutger II de Clèves qui lui succède ;
- Liutgarde (ou Lietgarde) mariée à Arnould Ier de Gand.

## Sources
- (nl) Cet article est partiellement ou en totalité issu de l’article de Wikipédia en néerlandais intitulé « Rutger I van Kleef » (voir la liste des auteurs).